# Servicios Ferroviarios del Chaco
.

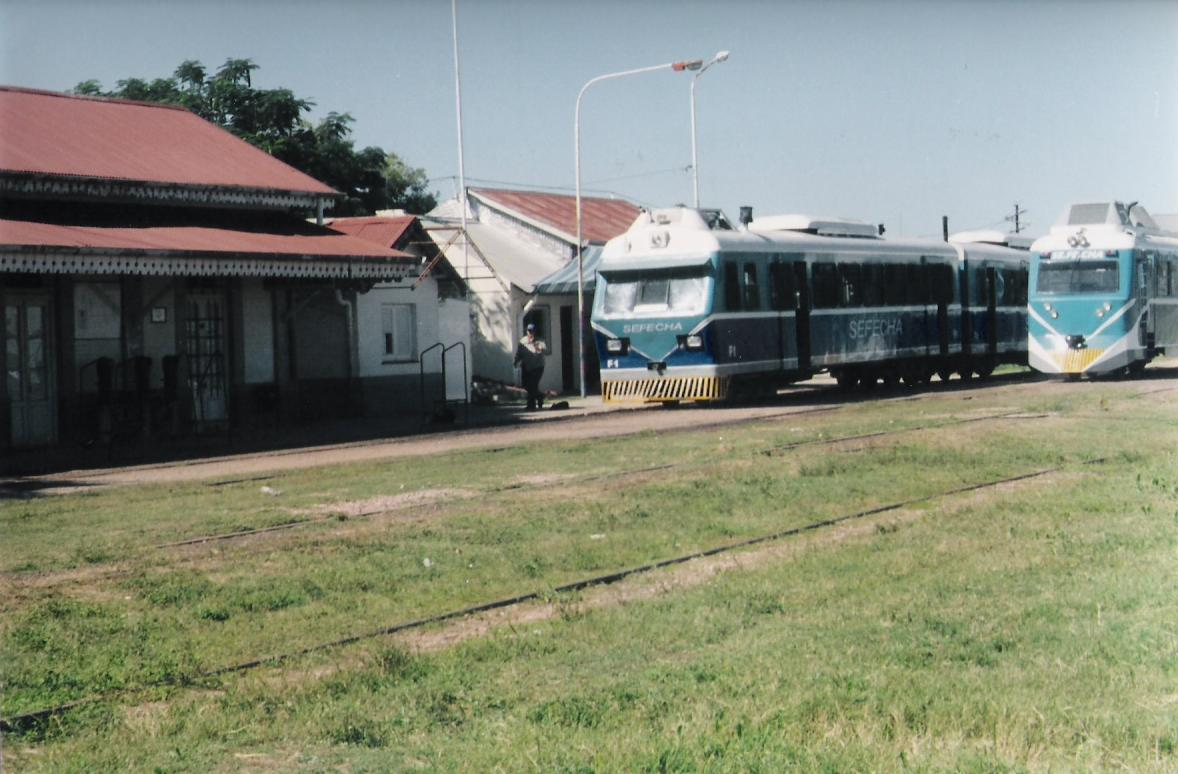
Na estação Cacuí ,local das oficinas do SEFECHA, é realizada a transferência para os dois ramais operados pela empresa

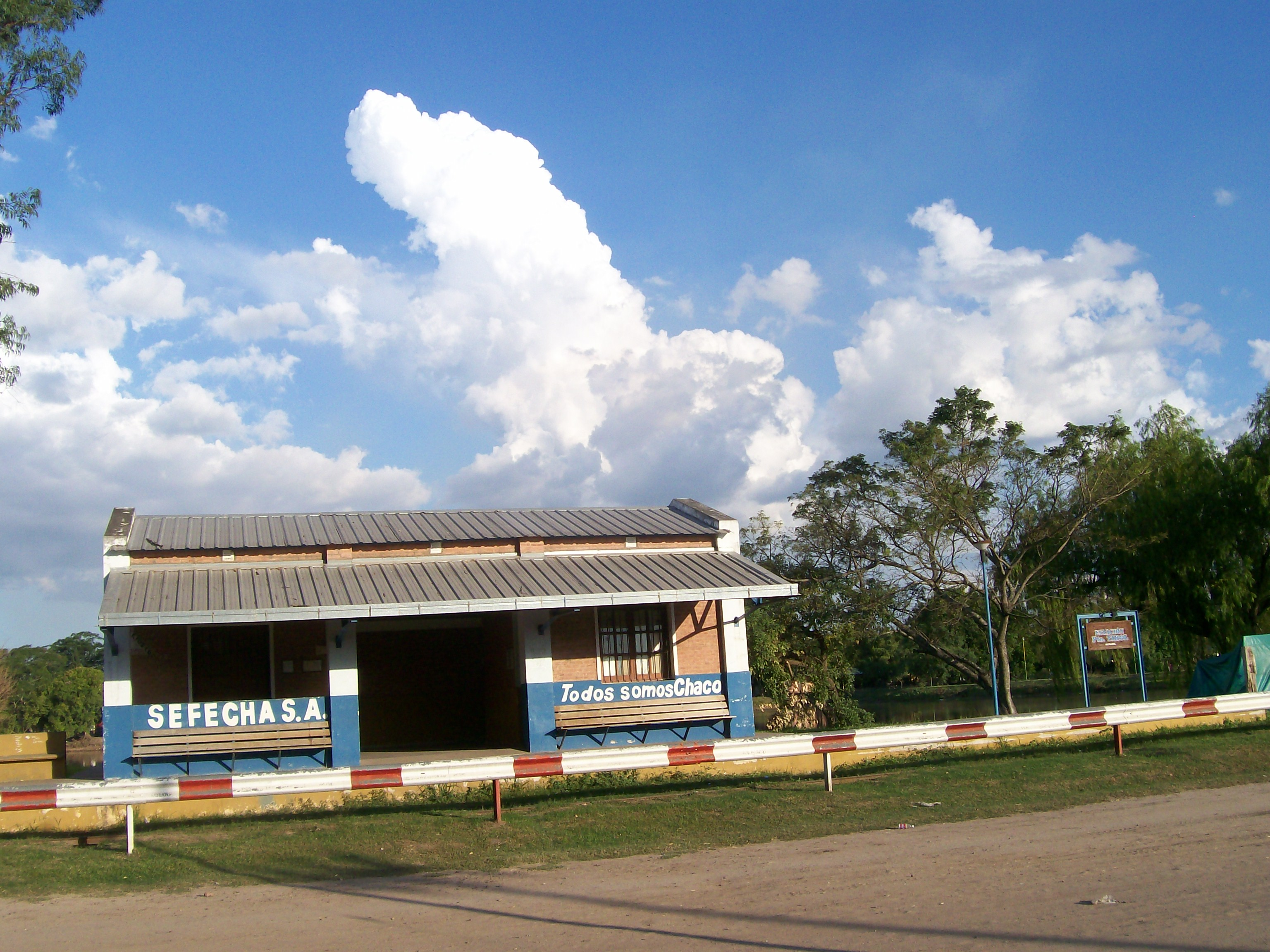
Estação inicial do serviço suburbano diário do SEFECHA em Puerto Tirol.

Servicios Ferroviarios del Chaco (SEFECHA)https://web.archive.org/web/20130622231712/http://sefecha.com/ é uma empresa estatal argentina de propriedade da província de Chaco. Criada em 1999, possui serviços de trens de passageiros em ramais que cortam a referida província, pertencentes ao Ferrocarril General Manuel Belgrano da rede ferroviária argentina, anteriormente explorados pelos Ferrocarriles Argentinos.
Junto com o turístico Tren de las Sierras em Córdoba, os serviços prestados pelaoSEFECHA são os únicos serviços de transporte de passageiros de do Ferrocarril Belgrano no interior do país e os únicos de caráter suburbano. Seus trens unidade diesel percorrem vários ramais, dividos em 4 linhas:
- Resistencia-La Sabana-Los Amores (144 km),[1] tem início em Resistencia e na estação Cacuí em Fontana é feita a transferência para dirigir- se até a cidade santafesina de Los Amores, cruzando várias localidades chaqueñas.
- Puerto Tirol-Puerto Barranqueras/Puerto Vilelas (17/18.6 km) [1]
- Roque Saenz Peña-Pampa de los Guanacos-Taco Pozo (319 km) [1]
- Roque Saenz Peña-Chorotis (190 km) [1]

## Frota
O SEFECHA possui uma frota de 3 modelos de trens unidade diesel (TUD), Ferrostaal, MAN e o Chaco 1. O Chaco 1 foi construído nas ofcinas de Cacuí com recursos próprios do SEFECHA.